# Мухаметов Ріналь Альбертович
Ріналь Альбертович Мухаметов (тат. Ринәл Альберт улы Мөхәммәтов; нар.. 21 серпня 1989, сел. Олексіївське, Татарська АРСР, Російська РФСР, СРСР) — російський актор театру і кіно, сценарист, співак і музикант.
Найбільш відомий за роль прибульця Хекона у фільмах Федора Бондарчука «Тяжіння» та «Вторгнення».

## Біографія
Навчався на естрадно-цирковому відділенні Казанського театрального училища. Пізніше поїхав до Москви і 2008 вступив до Школи-студії МХАТ на курс Кирила Серебренникова.
У 2012 році закінчив Школу-студію МХАТ («Сьома студія» Кирила Серебренникова). Того ж року отримав премію ім. Івана Москвина-Тарханова, що вручається найкращому студенту Школи-студії МХАТ з пластичних дисциплін.
У 2017 році отримав престижну премію молодим акторам Chopard Talent Award.
Опікун фонду «Подаруй життя».
Пише та випускає музику під псевдонімом RINAL.

### Творчість
З 2012 року — актор «Гоголь-центру». У 2017 році зіграв у серіалі «Оптимісти», де також виконав пісню «Не знаю» із саундтреку. В 2019 році виконав головну роль у фільмі «Битва». В 2020 році отримав головну роль у фільмі " Кома ".
В 2020 році випустив міні-альбом «Дым». Влітку 2021 випустив сингл «Силует», який став саундтреком серіалу more.tv «Happy End», а в листопаді того ж року презентував однойменний сольний альбом із семи композицій, а також кліп на перший сингл альбому «Запах евкаліпта».
Взяв участь у зйомках відеокліпу «Цветное лето» від «Гоголь-центру» . У липні 2020 року став учасником акції «#ідемвкіно». У серпні стало відомо про зйомки у фільмі «Рашн Південь» .

### Особисте життя
- Перша дружина — Кароліна Єрузалімська, студентка Театрального інституту імені Бориса Щукіна (2012—2014 рр.))[16].

- Друга дружина — Сюзанна Акежева, продюсерка, пізніше стала директором Ріналя[17]. 5 квітня 2016 року у пари народилася донька Евія[18][19].

## Критика
Кінокритик Антон Долін у рецензії на фільм «Притягнення» зазначив: блискуча робота ще одного вихованця «Гоголь-центру», Ріналя Мухаметова: він зіграв, власне, прибульця. Бондарчуку вдалося віртуозно поєднати у єдиному парадоксальному персонажі все, що викликає ненависть широких мас. По-перше, інопланетянин — інтелігент, що ніколи не підвищує голосу, бездоганно лицарський і самовідданий. По-друге, мігрант із явно «неслов'янською» зовнішністю. По-третє, одягнувшись будь-що, відразу стає схожим на хіпстера: футболка з принтом у стилі ретро, розтягнутий светр, шинель (паралелі пред'явлені відразу, трохи прямолінійно: Гагарін, Цой, Абдулов у вушанці, здається, з «Чародеїв») .

## Творча діяльність

### Театральні роботи
- «Врятувати орхідею» (режисер — Владислав Насташев) — Треплев[21]
- «Наша Алла» (режисер — Кирило Серебренников)[22]
- «Пастернак. Сестра моя — життя» (режисер — Максим Діденко) — Гамлет[23]
- «Сон літньої ночі» (режисер — Кирило Серебренников) — Лізандр[24]

### Акторські роботи в кіно (фільмографія)
| Рік       |    | Назва              | Роль                                        |    |
| --------- | -- | ------------------ | ------------------------------------------- | -- |
| 2011      | с  | Башта. Нові люди   | Амір                                        | ру |
| 2012      | ф  | Спокута            | Август                                      | ру |
| 2013      | ф  | Занурення          | Ренат                                       | ру |
| 2013      | ф  | Три мушкетери      | Д’Артаньян                                  | ру |
| 2014      | с  | Катерина           | князь Сергій Салтиков                       | ру |
| 2014      | ф  | Манекенщица        | Іван Холодов                                | ру |
| 2015      | ф  | Телі та Толі       | Гоча                                        | ру |
| 2017      | ф  | Тяжіння            | прибулець Хекон (Харітон)                   | ру |
| 2017—2020 | с  | Оптимисти          | Аркадій Голуб                               | ру |
| 2017      | ф  | Як діти            |                                             | ру |
| 2017      | ф  | Холодне танго      | Макс                                        | ру |
| 2018      | ф  | Тимчасові труднощі | Александр Ковальов                          | ру |
| 2018      | кф | Все складно        | Руслан                                      | ру |
| 2018      | ф  | Без мене           | Дима                                        | ру |
| 2018      | с  | Рік культури       | Станіслав Корольов, помічник Сичова         | ру |
| 2019      | ф  | Ебігейл            | Норман                                      | ру |
| 2019      | ф  | Битва              | Антон                                       | ру |
| 2019      | ф  | Москва закохана    |                                             | ру |
| 2020      | ф  | Вторгнення         | прибулець Хекон (Харітон)                   | ру |
| 2020      | ф  | Кома               | Віктор                                      | ру |
| 2020      | с  | Катран             | Іван                                        | ру |
| 2021      | ф  | Рашн Південь       | Микита, курсант військово-морського училища | ру |

### Сценарні роботи
- 2018 — Все складно (короткометражка)

### Відеокліпи
| Рік  | Назва             | Режисер         |
| ---- | ----------------- | --------------- |
| 2020 | «Дим»             | Сюзанна Акежева |
| 2021 | «Запах евкаліпта» |                 |